# وپریک
وپریک (به انگلیسی: Vepryk) یک روستا در اوکراین است که در بخش فاستیو در استان کی‌یف واقع شده‌ است. این روستا ۱٬۰۵۳ نفر جمعیت دارد. شهرت این شهر به دلیل این است که آهنگساز اوکراینی، کریلو استتسنکو، در آن درگذشت. خانۀ او در حال حاضر موزه است و بنای یادبودی روی قبر او وجود دارد. همچنین در سال ۱۷۰۹ میلادی در جنگ بزرگ شمالی، وپریک محاصره شد.